# Bambusoideae
Sous-famille

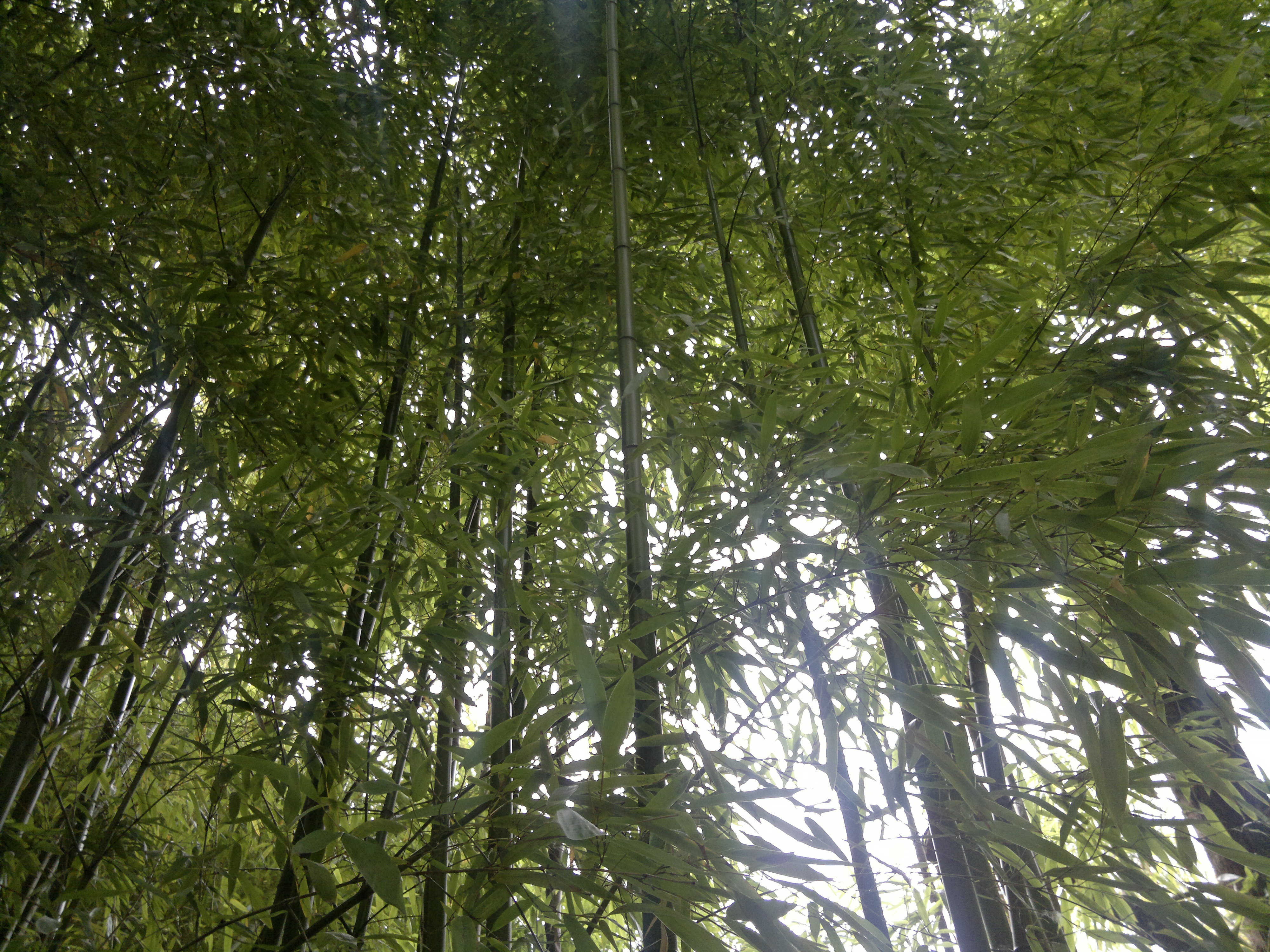
Forêt de bambous Phyllostachys viridiglaucescens.

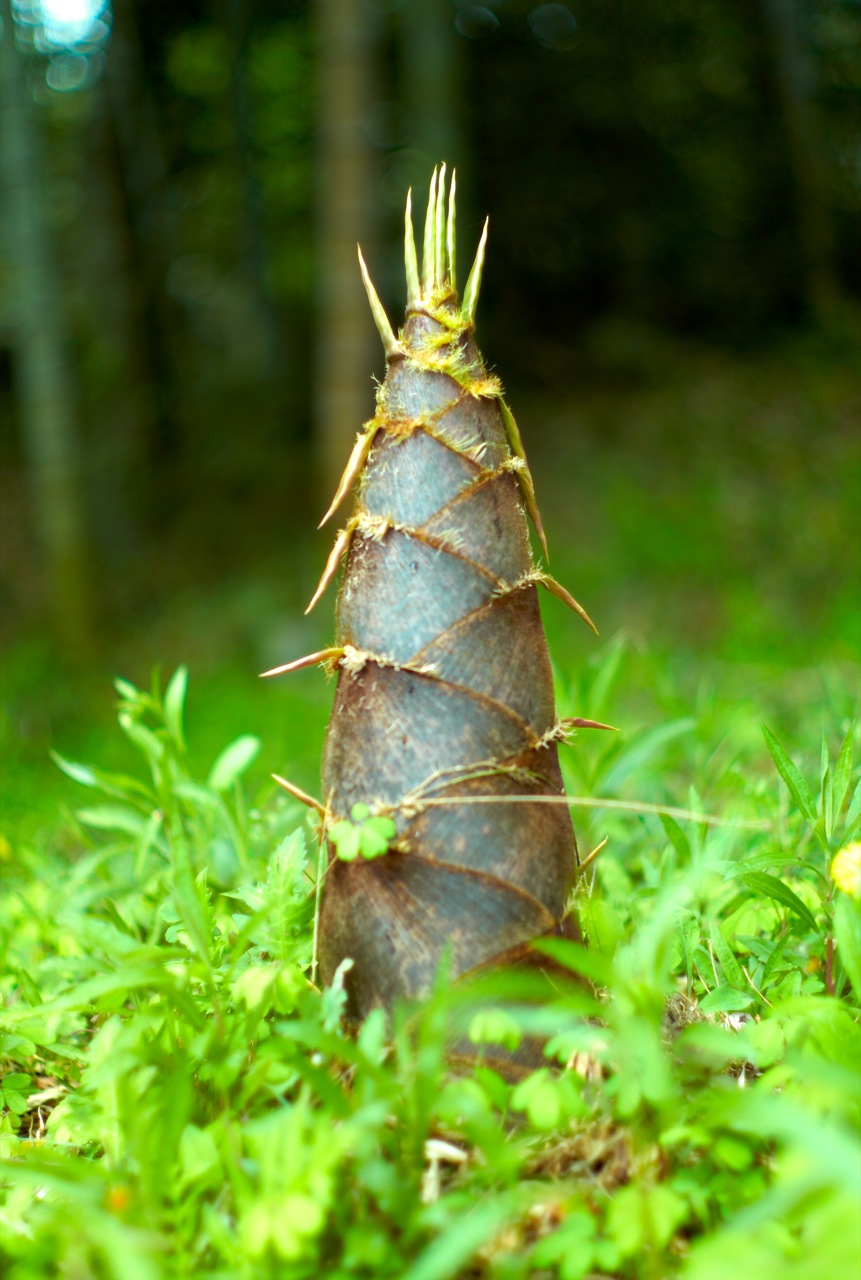
Jeune pousse de bambou géant.

Les Bambusoideae sont une importante sous-famille rattachée à la famille des Poaceae (Graminées), qui regroupe plus de 1 400 espèces  de plantes monocotylédones, connues sous le nom de « bambous ». Les espèces sont naturellement présentes dans les régions tropicales, subtropicales et tempérées de tous les continents à l'exception de l'Europe (où des espèces ont été cependant introduites) et de l'Antarctique.
Les Bambusoideae constituent un groupe frère des Pooideae.

## Caractéristiques générales

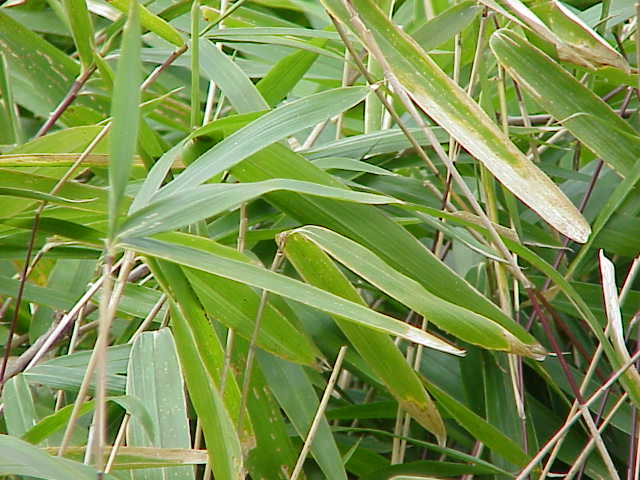
Feuilles de bambou.

Les Bambusoideae sont  subdivisées en trois tribus :  Bambuseae (bambous ligneux tropicaux), Arundinarieae (bambous ligneux tempérés) et Olyreae (bambous herbacés). 
Les deux premières comprennent des espèces très diversifiées mais qui partagent quelques caractéristiques communes : chaumes fortement lignifiés, feuilles de chaume spécialisées, ramifications végétatives complexes, ligules externes sur les feuilles de feuillage, fleurs bisexuées et monocarpie grégaire, tandis que les espèces de la troisième, d'origine presque exclusivement américaine, se caractérisent par des tiges plus courtes et plus faiblement lignifiées, une ramification végétative moins développée, des fleurs unisexuées et une floraison annuelle ou saisonnière.

## Distribution
Les bambusoideae ont une aire de répartition du type pan-tropicale qui s'étend sur tous les continents, à l'exception de l'Europe et de l'Antarctique.
La richesse en espèce est cependant concentrée dans deux zones géographiques : l'Asie de l'Est (Chine, Inde, Japon, Birmanie, Malaisie) et l'Amérique du Sud (Brésil, Venezuela, Colombie).
La plupart des espèces de bambous sont originaires de régions à climat tropical chaud et humide et tempéré chaud.
On rencontre cependant diverses espèces dans des climats variés, allant des régions tropicales chaudes à des régions montagneuses plus fraîches. Dans la région Asie-Pacifique, les bambous sont présents dans toute l'Asie orientale depuis l'île de Sakhaline à 50° de latitude nord jusqu'au nord de l'Australie vers le sud et l'Inde occidentale et l'Himalaya vers l'ouest.
La Chine, le Japon, la Corée, l'Inde et l'Australie ont plusieurs populations endémiques
On en trouve aussi quelques espèces en Afrique subsaharienne, confinées aux zones tropicales depuis le sud du Sénégal jusqu'au sud du Mozambique et à Madagascar vers le sud.
En Amérique, les bambous ont une aire de répartition naturelle allant des forêts de hêtres du Chili central et du sud de l'Argentine, à 47° de latitude sud, jusqu'au Sud-Est des États-Unis vers le nord, en passant par les forêts tropicales d'Amérique du Sud et les Andes, jusqu'à près de 4 300 mètres d'altitude en Équateur. Les bambous sont également indigènes en Amérique centrale et au Mexique.
On ne connaît aucune espèce de bambous indigène au Canada et en Europe.

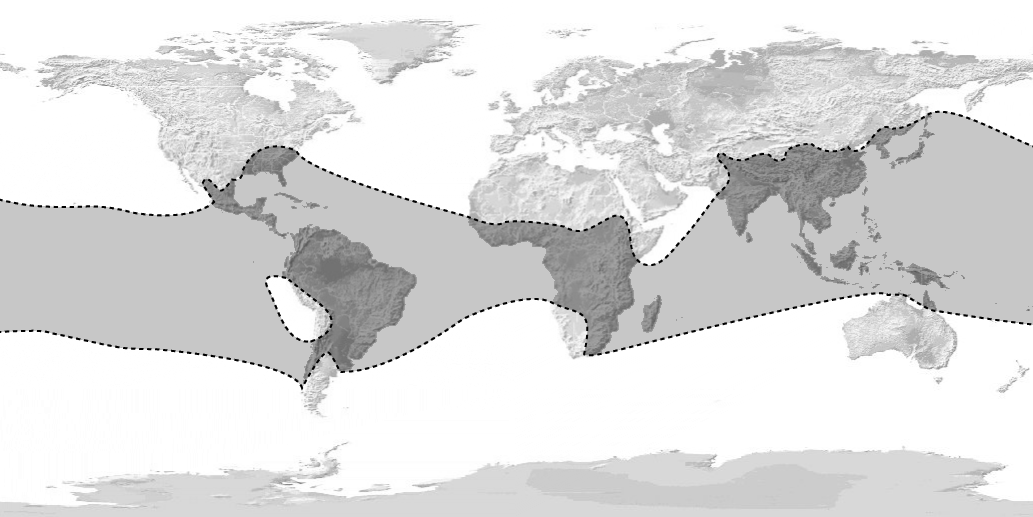
Aire de répartition des Bambusoideae.

Beaucoup d'espèces sont cependant cultivées en dehors de ces aires naturelles, comme plantes ornementales horticoles, en particulier dans la plus grande partie de l'Europe et des États-Unis.
Des essais de culture commerciale de bambous ont été réalisés dans la région des Grands Lacs de l'Afrique orientale, en particulier au Rwanda.

## Liste des tribus
Selon NCBI (1 avr. 2013) :
- tribu Arundinarieae
- tribu Bambuseae
- tribu Olyreae

## Classification phylogénique
|  | \| \| Bambuseae \| \| \| \| \| \| Olyreae \| \| \| \| |
|  |                                                       |
|  | Arundinarieae                                         |
|  |                                                       |
|  | Bambuseae                                             |
|  |                                                       |
|  | Olyreae                                               |
|  |                                                       |

|  | Bambuseae |
|  |           |
|  | Olyreae   |
|  |           |

|  | \| \| Bambuseae \| \| \| \| \| \| Olyreae \| \| \| \| |
|  |                                                       |
|  | Arundinarieae                                         |
|  |                                                       |
|  | Bambuseae                                             |
|  |                                                       |
|  | Olyreae                                               |
|  |                                                       |

|  | Bambuseae |
|  |           |
|  | Olyreae   |
|  |           |

|  | \| \| Bambuseae \| \| \| \| \| \| Olyreae \| \| \| \| |
|  |                                                       |
|  | Arundinarieae                                         |
|  |                                                       |
|  | Bambuseae                                             |
|  |                                                       |
|  | Olyreae                                               |
|  |                                                       |

|  | Bambuseae |
|  |           |
|  | Olyreae   |
|  |           |

|  | \| \| Bambuseae \| \| \| \| \| \| Olyreae \| \| \| \| |
|  |                                                       |
|  | Arundinarieae                                         |
|  |                                                       |
|  | Bambuseae                                             |
|  |                                                       |
|  | Olyreae                                               |
|  |                                                       |

|  | Bambuseae |
|  |           |
|  | Olyreae   |
|  |           |

|  | \| \| Bambuseae \| \| \| \| \| \| Olyreae \| \| \| \| |
|  |                                                       |
|  | Arundinarieae                                         |
|  |                                                       |
|  | Bambuseae                                             |
|  |                                                       |
|  | Olyreae                                               |
|  |                                                       |

|  | Bambuseae |
|  |           |
|  | Olyreae   |
|  |           |

|  | \| \| Bambuseae \| \| \| \| \| \| Olyreae \| \| \| \| |
|  |                                                       |
|  | Arundinarieae                                         |
|  |                                                       |
|  | Bambuseae                                             |
|  |                                                       |
|  | Olyreae                                               |
|  |                                                       |

|  | Bambuseae |
|  |           |
|  | Olyreae   |
|  |           |

|  | \| \| Bambuseae \| \| \| \| \| \| Olyreae \| \| \| \| |
|  |                                                       |
|  | Arundinarieae                                         |
|  |                                                       |
|  | Bambuseae                                             |
|  |                                                       |
|  | Olyreae                                               |
|  |                                                       |

|  | Bambuseae |
|  |           |
|  | Olyreae   |
|  |           |

|  | \| \| Bambuseae \| \| \| \| \| \| Olyreae \| \| \| \| |
|  |                                                       |
|  | Arundinarieae                                         |
|  |                                                       |
|  | Bambuseae                                             |
|  |                                                       |
|  | Olyreae                                               |
|  |                                                       |

|  | Bambuseae |
|  |           |
|  | Olyreae   |
|  |           |

## Tribu desBambuseae

### Sous-tribu desArthrostylidiinae
- Actinocladum
- Alvimia
- Apoclada
- Arthrostylidium
- Athrostachys
- Atractantha
- Aulonemia (Matudacalamus)
- Colanthelia
- Elytrostachys
- Glaziophyton
- Merostachys
- Myriocladus
- Rhipidocladum

### Sous-tribu desBambusinae
- Bambusa (Dendrocalamopsis)
- Bonia (Monocladus)
- Dendrocalamus ([klemachloa, oreobambos, oxynanthera, sinocalamus et Dendrocalamus giganteus)
- Dinochloa
- Gigantochloa
- Holttumochloa
- Kinabaluchloa (Maclurochloa, Soejatmia)
- Klemachloa
- Melocalamus
- Sphaerobambos
- Thyrostachys

### Sous-tribu desChusqueinae
Cette sous-tribu se rencontre dans zone néotropicale, le plus souvent en haute altitude:
- Chusquea
- Neurolepis

### Sous-tribu desGuaduinae
- Criciúma
- Eremocaulon
- Guadua
- Olmeca
- Otatea

### Sous-tribu desMelocanninae
- Cephalostachyum
- Davidsea
- Dendrochloa
- Melocanna
- Neohouzeaua
- Ochlandra
- Pseudostachyum
- Schizostachyum
- Teinostachyum

### Sous-tribu desNastinae(Hickelinae)
- Decaryochloa
- Greslania
- Hickelia
- Hitchcockella (?)
- Nastus
- Perrierbambus (?)

### Sous-tribu desThamnocalaminae
- Ampelocalamus
- Borinda
- Chimonocalamus
- Drepanostachyum
- Fargesia
- Himalayacalamus
- Sinarundinaria
- Thamnocalamus
- Yushania

### Sous-tribu desRacemobambosinae
- Racemobambos (Neomicrocalamus, Vietnamosasa)

### Sous-tribu desShibataeinae
- Chimonobambusa
- Indosasa
- Hibanobambusa
- Indosasa
- Phyllostachys
- Qiongzhuea
- Semiarundinaria (Brachystachyum)
- Shibataea
- Sinobambusa
- Temburongia

## Tribu desOlyreae

### Sous-tribu desBuergersiochloinae
- Buergersiochloa

### Sous-tribu desOlyrinae
- Agnesia
- Arberella
- Cryptochloa
- Diandrolyra
- Ekmanochloa
- Froesiochloa
- Lithachne
- Maclurolyra
- Mniochloa
- Olyra
- Parodiolyra
- Piresiella
- Raddia
- Raddiella
- Rehia
- Reitzia
- Sucrea

### Sous-tribu desParianinae
- Eremitis
- Pariana
- Parianella

## Tribu desArundinariinae
- Acidosasa
- Arundinaria
- Ampelocalamus
- Chimonocalamus
- Drepanostachyum (Himalayacalamus)
- Fargesia (Borinda, Yushania)
- Ferrocalamus
- Gaoligongshania
- Gelidocalamus
- Indocalamus
- Oligostachyum
- Pleioblastus
- Pseudosasa
- Sasa
- Thamnocalamus